# مسرور بن الوليد
أبو سعيد مسرور بن الوليد بن عبد الملك أمير أموي ووالي جند قنسرين في عهد أخيه الخليفة يزيد بن الوليد سنة 744م. لعب دورًا في الصراعات الداخلية في تلك الفترة كقائد لجيوش يزيد بن الوليد ضد الثائرين ضده من حمص.

## سيرته
مسرور هو ابن الخليفة الأموي الوليد بن عبد الملك وأمه أم ولد. لمسرور عدة أخوة غير أشقاء وأخ شقيق واحد على الأقل هو بشر بن الوليد.  تزوج من ابنة الحجاج بن يوسف.
في عهد أخيه يزيد، ثارت قوات حمص بقيادة معاوية بن يزيد الساكوني وبدعم من مروان بن عبد الله بن عبد الملك. أرسل يزيد مسرور وابن أخيهما الوليد بن روح بن الوليد للقضاء على الثورة. وعسكروا بالقرب من قرية حوارين حيث تولى ابن عمهم سليمان بن هشام قيادة القوات. وهزم الثوار في النهاية بعد دعم عبد العزيز بن الحجاج بن عبد الملك لقوات الأمويين.
عيّن يزيد مسرور مع شقيقه بشر واليًا على جند قنسرين. توفي الخليفة قبل نهاية العام وخلفه إبراهيم بن الوليد، والذي خرج عليه مروان بن محمد. سار مروان إلى الشام، وعندما وصل إلى قنسرين، قامت قواتها الموالية لمروان بتسليم مسرور وبشر لمروان، حيث سُجنا. ولم يسمع عنهما أي شيء بعد ذلك ويفترض أنهما ماتا في السجن.